# Нижнедевицк (посёлок)
Нижнедевицк — посёлок в Нижнедевицком районе Воронежской области. Входит в состав Новоольшанского сельского поселения.
Расположен в 15 км к северу от одноимённого райцентра и в 55-60 км к западу от Воронежа, примыкает к границе с Курской областью.
В посёлке имеется одноимённая станция на железнодорожной линии Воронеж — Курск.
| 2010 |
| ---- |
| 870  |